# Leviapseudes pleonudus
Leviapseudes pleonudus is een naaldkreeftjessoort uit de familie van de Apseudidae. De wetenschappelijke naam van de soort is voor het eerst geldig gepubliceerd in 2004 door Blazewicz-Paszkowycz & Larsen.